# Isidella elongata
Isidella elongata is een zachte koraalsoort uit de familie Isididae. De koraalsoort komt uit het geslacht Isidella. Isidella elongata werd in 1788 voor het eerst wetenschappelijk beschreven door Esper. 